# الشيخ مدر
مدر احمد شيرواع ، المعروف باسم الشيخ مدر (بالصومالية: Sheekh Madar)‏ كان زعيمًا سياسيًا / دينيًا صوماليًا في القرن التاسع عشر، ومصلحًا اجتماعيًا وتاجرًا وفقيهًا كان له دور فعال في تأسيس هرجيسا الحديث.    وينحدر من كتيبة يونس نوح من عشيرة سعد موسى هبر أوال إسحاق . قبره الآن مزار صوفي موقر في المدينة. 

## سيرة شخصية

### حياة سابقة
ولد في عائلة تجارية ثرية في بربرة ، كفله والده لدراسة الدين لمدة 20 عامًا في مدينة هرر . كانت هرار مركز التعليم الإسلامي في القرن الأفريقي ، ومدينة مألوفة جدًا لعشيرة هبر أوال التي كانت تسيطر على تجارة القوافل المربحة التي امتدت إلى بربرة مع علاقات قوية مع إمارة هرار . عند الانتهاء من دراسته، نصحه الشيخ كبير خليل ، أحد العلماء الثلاثة الكبار في مدينة هرار ، بتأسيس جماعة قادرية الطريقة في هرجيسا الحالية.  

### انتقل إلى هرجيسا

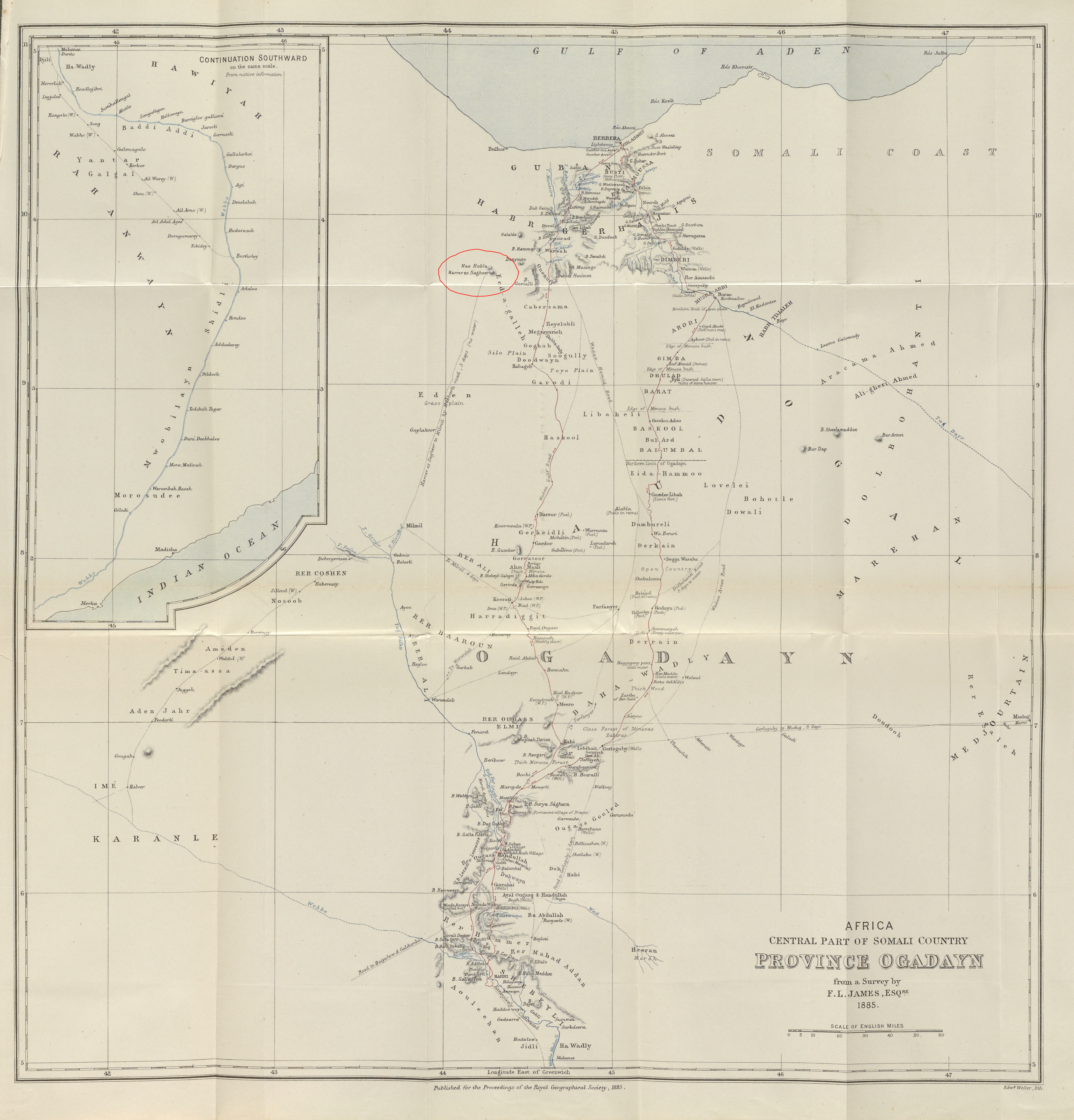
حلقت هرجيسا والمنطقة المحيطة بها في عام 1885

تأسست هرجيسا على يد تجار إيدغاله كوصلة وصل بين بربرة والداخل والتي كانت بمثابة مكان للري واستراحة للكرفانات. في منتصف القرن التاسع عشر، كانت هرجيسا والمنطقة المحيطة بها مرتعًا للصراع العشائري مع شن غارات على القوافل التي تحاول المرور.    أسس مدار جنبًا إلى جنب مع شيوخ الصوفية الآخرين جماعة وين أو الجماعة الكبيرة في هرجيسا. التزمت الجماعة الجديدة بأمر القادرية البالغ 900 عام الذي أنشأه الشيخ الشهير عبد القادر جيلاني وأدخل ممارسات جديدة من شأنها أن تضع هرجيسا على المسار لتصبح أكبر مدينة صومالية في أرض الصومال وثاني أكبر مدينة صومالية مأهولة حتى الآن.  هرجيسا وضواحيها كانت بها تربة مناسبة وإمدادات مياه وافرة للزراعة ولكن الرعاة لم يستغلوا هذه الحقيقة. قدم مدار جنبًا إلى جنب مع قادة آخرين من جامع وين زراعة الذرة الرفيعة والبناء الجديد للمساكن الدائمة وإنشاء مسجده الكبير في عام 1883. كان الشيخ أيضا مسؤولا عن قيادة صلاة الجماعة الدعاء إلى الله من أجل المطر في طقوس المعروفة باسم roobdoon.  التقى الشيخ مدار رابع السلطان الأكبر من قبيلة إسحاق السلطان ديريا حسن خارج هرجيسا عام 1870 لمناقشة القضايا المتعلقة بالمدينة الجديدة واتفقا على حظر الصيد الجائر وقطع الأشجار في المنطقة المجاورة.  بدأ فرع سعد موسى من هبر أوال في الاستقرار في هرجيسا تحت إشراف مدار والسلطان ديريا واتبع بشغف أساليب الزراعة الجديدة.
شكلت الجماعة نواة جذبت رعاة آخرين ليأتوا ويستقروا في المدينة المزدهرة.  بالإضافة إلى ذلك، تم تخفيف حدة النزاعات العشائرية حيث تمكن المجتمع الجديد من التوحيد على هوية دينية مشتركة بدلاً من التوافق الصارم على أساس العشيرة التقليدية. مع نجاح الشيخ في المهمة الموكلة إليه من قبل سيده الشيخ كبير. أخذ الزعماء الدينيون في الجماعة على عاتقهم وضع المعوقين في المنطقة تحت رعايتهم.

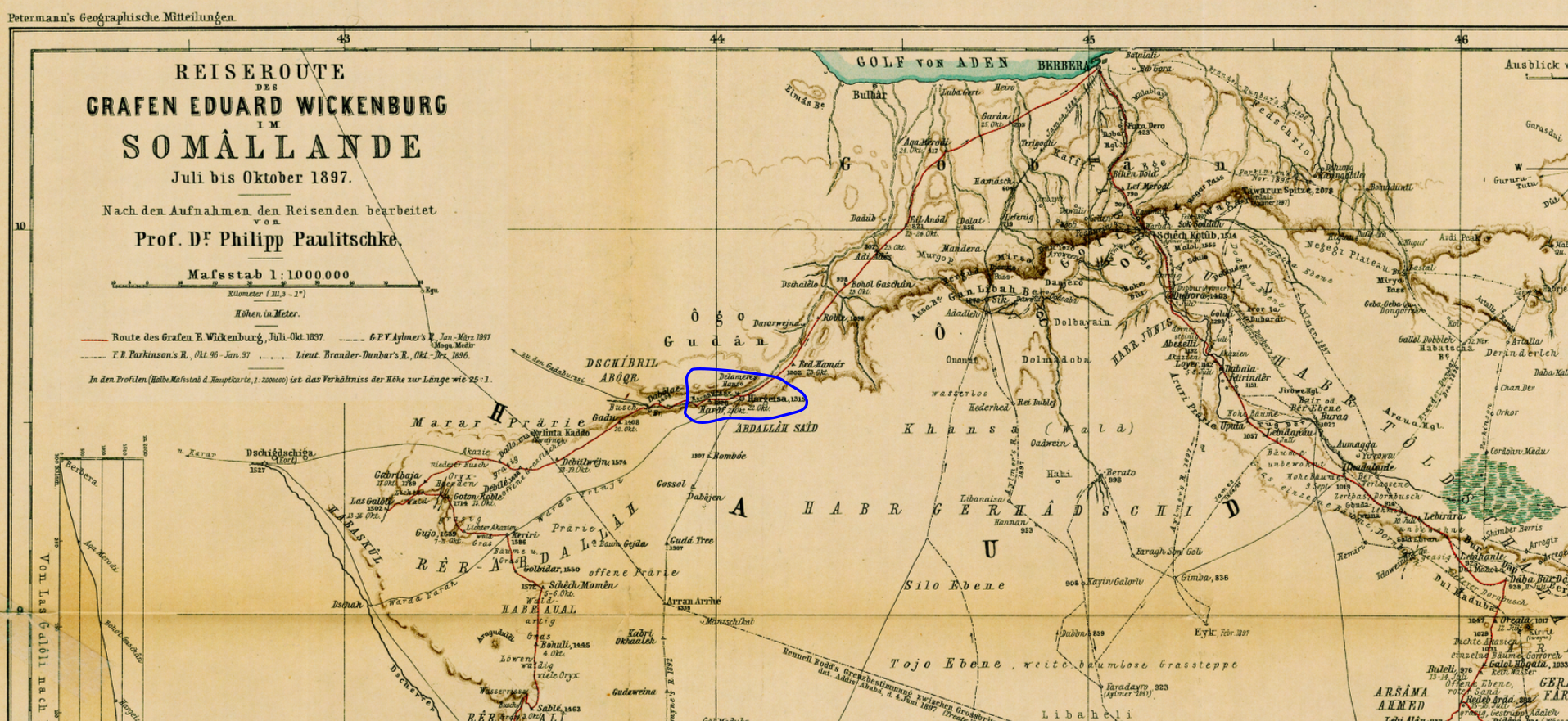
تغطي خريطة Paulitschke طرق التجارة الهامة في عام 1898

### مناظراتبربرة
في بربرة ، ستواجه الطريقة القادرية الراسخة تحديًا قريبًا من خلال طريقة جديدة. كان أبرز شيخ الطريقة الصالحية محمود عبد الله حسن الذي وصل بربرة عام 1895 وبنى مسجده الخاص وبدأ في التكاثر. كان يعارض بشدة القات ومضغ التبغ، وكلاهما سمح بهما القادرية.  ومن بين الخلافات الأخرى، كان سيأتي لمناقشة شيوخ القادرية البارزين في بربرة بما في ذلك Aw Gaas و الحاج إبراهيم حرسي. تمت دعوة الشيخ مدار زعيم القادرية الصومالية للمشاركة في عام 1897 وبعد مناقشة دقيقة، أثبتت الطريقة القادرية انتصارها وتم تفنيد محمود عبد الله حسن. وقد أحاطت السلطات البريطانية علما بالاضطراب والاضطراب فتم طرده من المدينة. كانت الانقسامات عميقة وكان كلا الجانبين قد اتهم الآخر بالهرطقة ، واستمر محمود عبد الله حسن في تشكيل حركة الدراويش على أساس الصالحية بعد عامين فقط من المناقشات في توبيخ للوضع الراهن في القادرية. 

### دور في أرض الصومال البريطانية

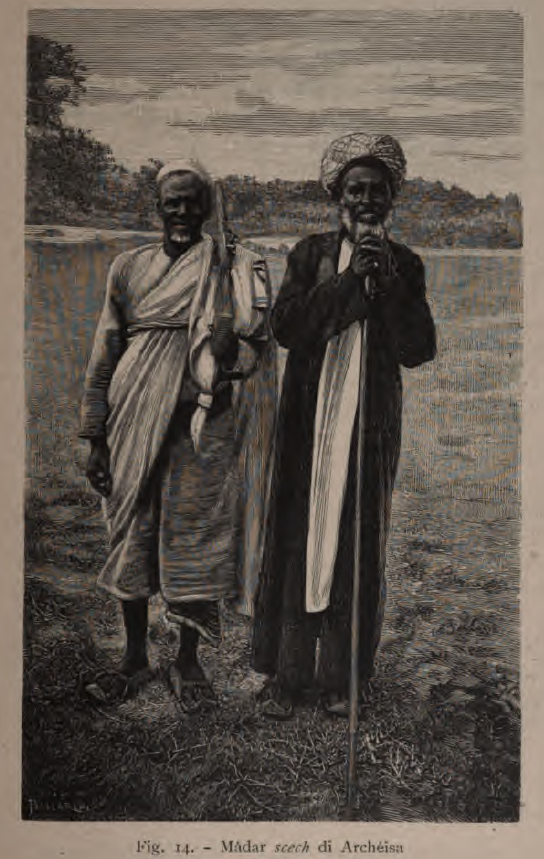
الشيخ مدار هرجيسا مع حارسه الشخصي عام 1895

بصفته شيخًا محترمًا وصانع سلام مؤثر، كان للشيخ مدار نفوذًا كبيرًا على عشيرة هبر أوال ، وقد اعترف البرلمان البريطاني بهذا النفوذ في مواجهة حركة درويش الصالحية (الصومالية) التي عطلت بشدة تجارة أرض الصومال البريطانية .  كانت المحمية مطلوبة لزيادة إيراداتها لتغطية النفقات وكان توقف التجارة أو شلها بمثابة ضربة قوية للاستقرار في المنطقة. 

في تقرير الدورة البرلمانية لعام 1901 ، تمت مناقشة تأثير الشيخ مدر 
الشيخ مدر زعيم الطائفة الدينية هنا يقف كليًا إلى جانب القانون والنظام ويمارس تأثيرًا كبيرًا على قبائل الهبر أوال في هذا الاتجاه، وجميعهم يعارضون فصيل الملا.
التقارير الحالية تفيد بأن محمد بن عبد الله حسن سوف يتجه نحو اودوين . في هرجيسة ، يجمع الشيخ مطر قبائل العيدغلة وحبر أوال لمعارضة تقدمه في هذا الاتجاه. يمكن للشيخ أن يأمر بعدد كافٍ من الأتباع لحماية حرجيسة، ويجب أن أقول إن الملا لن يحاول التسلل إلى أقصى الغرب. 
كذلك، كانت الإمبراطورية الإثيوبية سريعة التوسع قد استولت على مساحات شاسعة من الأراضي الجديدة في مطلع القرن، وتم تكليف القبائل الواقعة خارج المحمية بتكريم الجنرال راس ماكونين .  هددت قواته هرجيسا نفسها وأجبرت القبائل على ترك الحماية البريطانية. قام الشيخ مدار إلى جانب زعماء تقليديين آخرين بتنظيم الاستطلاع جنبًا إلى جنب مع سلطات المحمية للحصول على تحذير مسبق من هجوم محتمل مدمر. لحسن الحظ، تم فحص ماكونين ولم تتحقق الغارة. 

## ميراث
بعد وفاة مدر عام 1918 ، سار ابنه يوسف على خطاه وأصبح شيخًا محترمًا في حد ذاته. ابن يوسف ، إبراهيم يوسف مدر ، شيخ أيضًا، سيظل الوسيط الرئيسي في عملية المصالحة الشعبية للعشائر الشمالية بعد الحرب الأهلية الصومالية في مؤتمر بوراما . كفل إبراهيم تمثيلًا مناسبًا للعشيرة لإيجاد سلام دائم في صوماليلاند
. 
نمت هرجيسا لتصبح مركزًا ثقافيًا نابضًا بالحياة وهي العاصمة الحالية لأرض الصومال
حي الشيخ مدر المسمى باسمه اليوم في هرجيسا هو واحد من أقدم الأحياء في المدينة وموقع الجماعة الأصلي يقع في المنطقة